# PGC 1852
LEDA/PGC 1852 ist eine isolierte Spiralgalaxie vom Hubble-Typ S im Sternbild Fische am Nordsternhimmel. Sie ist schätzungsweise 322 Millionen Lichtjahre von der Milchstraße entfernt und hat einen Durchmesser von etwa 60.000 Lichtjahren.